# Availles-Limouzine
Availles-Limouzine is een gemeente in het Franse departement Vienne (regio Nouvelle-Aquitaine) en telt 1309 inwoners (1999). De plaats maakt deel uit van het arrondissement Montmorillon.

## Geografie
De oppervlakte van Availles-Limouzine bedraagt 57,6 km², de bevolkingsdichtheid is 22,7 inwoners per km².
De onderstaande kaart toont de ligging van Availles-Limouzine met de belangrijkste infrastructuur en aangrenzende gemeenten.

## Demografie
Onderstaande figuur toont het verloop van het inwonertal (bron: INSEE-tellingen).